# Louis Nicolas Vauquelin

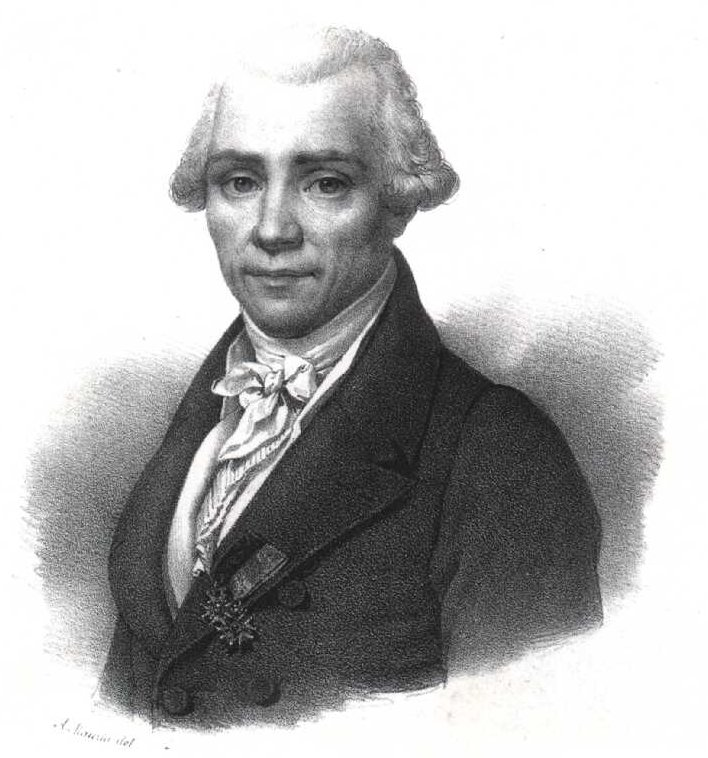
Louis-Nicolas Vauquelin

Louis Nicolas Vauquelin (16 mai 1763 - 14 noiembrie 1829) a fost un farmacist și chimist francez. S-a născut și a murit în Normandia. A studiat chimia inițial la Rouen, apoi la Paris. În 1797 a decoperit cromul, iar în 1798  -  beriliul. Din 1809 este profesor la Universitatea din Paris, iar din 1816 este membru străin al Academiei de Științe Regale din Suedia. A murit când era în vizită la locul său de naștere.
1. 1 2  Louis Nicolas Vauquelin, Gran Enciclopèdia Catalana
2. ↑  Nicolas VAUQUELIN, Académie nationale de médecine, accesat în 9 octombrie 2017
3. 1 2  Louis Nicolas Vauquelin, SNAC, accesat în 9 octombrie 2017
4. 1 2  Baptiste, Nicolas, Louis Vauquelin De La Rivière, base Sycomore, accesat în 9 octombrie 2017
5. ↑  Nicolas-Louis Vauquelin, Encyclopædia Britannica Online, accesat în 9 octombrie 2017
6. 1 2  Воклен Луи Никола, Marea Enciclopedie Sovietică (1969–1978)[*]
7. 1 2  Autoritatea BnF, accesat în 10 octombrie 2015
8. ↑  Louis Nicolas Vauquelin, Base biographique
9. ↑  Lista profesorilor de la Collège de France (PDF)
10. ↑  List of Royal Society Fellows 1660-2007 (PDF), p. 364